# ラズロ・ナジ
ラズロ・ナジ（László Nagy、1921年9月2日 - 2009年12月18日）は、マジャル人出身でスイス国籍のスカウティング指導者、歴史家、社会学者。政治学博士。1968年5月1日から1988年10月31日にかけて世界スカウト機構事務総長を務めた。ハンガリー語（マジャル語）名はナジ・ラースロー（Nagy László）。

## 経歴
ナジは1921年、ハンガリーのブダペストに生まれた。彼は生地でスカウティングに出会い、隊指導者の補佐係となった。1933年にはゲデレーで催された第4回世界スカウトジャンボリーに参加している。
社会学と法学で修士号、政治学で哲学博士号を取得し、ジュネーヴ大学の経営大学院を修了した。長きにわたって、ジャン・ピアジェに師事し研究を続けた。後に、ジュネーヴの国際・開発研究大学院の研究・部署学部の学部長に就任した。
ナジはジャーナリスト・作家でもあった。  Gazette de Lausanneの外国人記者であった。また、東欧・サハラ以南アフリカ問題に関する世界的権威と認識されていた。
1965年、ナジは国際・開発研究大学院の承認とフォード財団の援助の下、世界のスカウト運動に関する批判的研究に取り掛かった。1967年にReport on World Scoutingを出版した。この研究の過程で、多くの実地調査と数多のインタビューによって、はじめて世界のスカウティングに関する多くのデータが収集された。報告の中で、ナジは世界のスカウティングの強みと問題点の両方を分析・定義している。
1967年、多数の推薦により、世界スカウト会議は世界のスカウティングの改善と再編のためにナジの報告を受け入れた。1968年、世界スカウト機構はナジをスカウティングの改革実行のために招いた。彼の世界スカウト機構での任期は当初3年の予定であったが、結果的には20年にわたって在任することとなった。
1977年、世界のスカウティングに対する多大な貢献から、世界スカウト機構はナジに世界スカウト委員会の唯一の栄典であるブロンズ・ウルフ章を贈った。
ナジはジュネーヴの芸術家であったMonique Cuendetと結婚し、息子2人（Antoine（1958年生）とLaurent（1960年生））と、娘Anns Valerie（1962年生）の3子を儲けた。

## 著書
- Dr. László Nagy, 250 Million Scouts, The World Scout Foundation and Dartnell Publishers, 1985